# 怀唐伊日法案
新西兰议会通过了两个怀唐伊日法案（英語：Waitangi Day Act）：1960年怀唐伊日法案、1976年怀唐伊日法案。这两个法案并没有定2月6日（怀唐伊日）为公众假期，这是由新西兰日法案1973年完成的。第一个怀唐伊日法象征性的承认了怀唐伊条约。第二个将新西兰日的名称改回怀唐伊日。

## 1960年怀唐伊日法案
1960年前的一些年，毛利人，尤其是Ngapuhi部落，曾推动让怀唐伊日成为公众假期，以承认怀唐伊条约。公众假期的承诺是1957年工党竞选宣言的一部分。工党胜选后成立第二工党政府，但决定，新西兰不能支持增加一个公众假期。怀唐伊日法案是一个妥协，他们可以说保持自己的承诺，而实际上没有增加一个假期。
该法案由三个条款组成，并设立二月六日为“怀唐伊日”，规定它在新西兰全国庆祝，以纪念怀唐伊条约的签署。
它没有设怀唐伊日为公众假期，但允许总督宣布它在某一地区放假。该法案包含了一个时间表，该条约了怀唐伊条约的英文版本，这是该条约在新西兰法律中首次被援引。

## 1976年怀唐伊日法案
1973年的新西兰日法案将其定位公众假期，改名新西兰日，还废除了1960年怀唐伊日法。许多毛利人认为，新的名称将注意力从“怀唐伊条约”移除，他们希望改回原名。政府在1975年换届后，新的国家政府通过了1976年怀唐伊日法案，将名称改回怀唐伊日。它使得北地大区有了周年纪念日的假期，细则中包含了英语和毛利语版本的“怀唐伊条约”。